# Glenn Whelan
Glenn David Whelan (Dublín, 13 de gener de 1984) és un futbolista irlandès que juga com a migcampista per al club de la Premier League Stoke City i la selecció irlandesa.